# Conrad Leemans

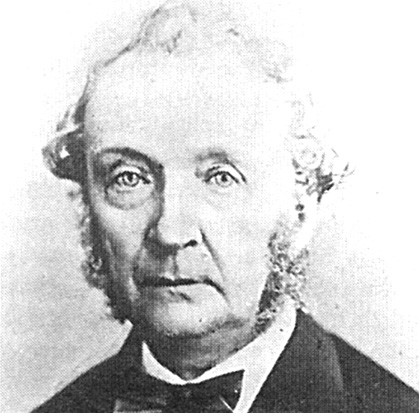
Conradus Leemans

Conrad Leemans, född den 28 april 1809 i Zaltbommel, Gelderland, död den 13 oktober 1893 i Leiden, var en nederländsk arkeolog, egyptolog och museiman.
Sedan Leemans ordnat den utmärkta egyptiska samlingen i fornsaksmuseet (Rijksmuseum van Oudheden) i Leiden, blev han dess föreståndare 1839, och den utvecklades kraftigt under hans ledning. År 1859 fick han uppdraget att organisera de rika etnografiska samlingarna i denna stad. 
Leemans utgav 1835 Horapollons "Hieroglyfica" ; från fornsaksmuseet utgav han en mängd utmärkta textpublikationer: Description raisonnée des monuments égyptiens de Leide (1840), Egijptische monumenten van het museum van oudheden te Leyden (av staten bekostat praktverk, påbörjat 1835), Papyri græci musei Lugduni-Bavavensis (I, 1843, II, 1885), Animedversiones ad inscriptiones græcas et latinas (1842). Han beskrev romerska fynd i Nederländerna i Romeinsche oudheden te Rossem (1842) och Romeinsche oudheden te Maastricht (1843). Dessutom skildrade han i praktverket Bôrô-Boedoer op het eiland Java (1873) den stora ruinen Borobudur.